# Henry G. Sell

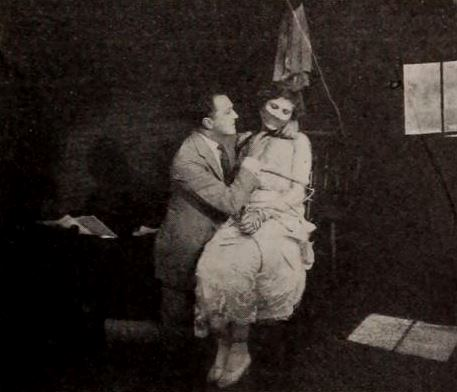
Cena do seriado A Woman in Grey (1920) apresentando Henry G. Sell ao lado de Arline Pretty, p. 99 de 3 de Janeiro de 1920, Exhibitors Herald.

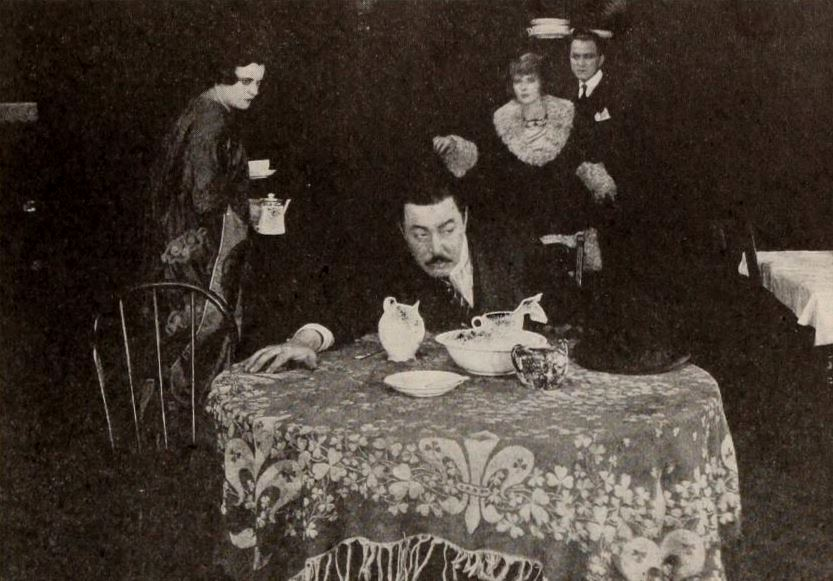
Cena do capítulo 10 do seriado The Lightning Raider (1919), apresentando Warner Oland na mesa, e Pearl White e Henry G. Sellatrás, p. 45 de 29 de março de 1919, Exhibitors Herald.

Henry G. Sell (31 de julho de 1884  - 20 de agosto de 1968) foi um ator de cinema estadunidense da era do cinema mudo que atuou em 39 filmes entre 1913 e 1922.

## Biografia
Nascido em Los Angeles, Califórnia, a 31 de julho de 1884, Henry Gsell simplificou seu nome para Henry G. Sell, mas pode ser encontrado nos filmes com os dois nomes. O início de sua carreira permanece um mistério, e se tornou conhecido na juventude pelo papel de Laurie na peça Little Women. Ele passou a aparecer no palco ao lado de Arnold Daly, Lily Langtry e Julie Dean. Tal como acontece com a maioria dos atores deste período quando o trabalho de teatral se tornou escasso, optou pela indústria cinematográfica. Na Crystal Film Company fez sua estréia e começou sua associação com Pearl White, que durou até sua aposentadoria. Seu primeiro filme foi o curta-metragem The Greater Influence, em 1913, ao lado de Pearl White, pela Crystal Film Company. A seguir atuou em vários curta-metragens, também pela Crystal Company, ao longo de 1913 e 1914, ao lado de Pearl White e Chester Barnett. A partir de 1916, atuou em vários seriados, tais como The Iron Claw (1916), The Fatal Ring (1917), The Seven Pearls (1917) e The Black Secret (1919). Seu último filme foi Free Air, em 1922, de Edward H. Griffith.

## Vida pessoal e morte
Depois dos vários filmes, passou a viajar, fez muitas viagens à Europa, sob os auspícios da Marendas Travel Agency. O ex-ator, tendo se estabelecido em Glastonbury, Connecticut, juntou-se à Marendas como um agente e permaneceu com a companhia até sua aposentadoria. O Hartford Courant publicou um artigo de Douglas M. Fellows sobre Gsell, intitulado "Pearl White Knight" (21 de agosto de 1938), recordando suas aventuras emocionantes em seus primeiros seriados. Seu nome não apareceu mais na imprensa até que o The Hartford Courant relatou sua morte, em Hartford, Connecticut, em 20 de agosto de 1968, aos 84 anos. Seu obituário afirmou que ele tinha vivido na área de Hartford, por muitos anos e foi sobrevivido por vários sobrinhos e sobrinhas. Foi realizado um funeral privado e enterro conforme seu pedido. Está sepultado no Cedar Hill Cemetery.

## Filmografia
- The Greater Influence (1913)
- The Shadow of a Crime (1914)
- What Didn't Happen to Mary? (1914)
- The Iron Claw (1916)
- The Fatal Ring (1917)
- The Seven Pearls (1917)
- The Lightning Raider (1919)
- The Black Secret (1919)
- A Woman in Grey (1920)
- East Lynne (1921)
- Free Air (1922)